# Edelbluthaflinger
Der Edelbluthaflinger ist eine junge Pferderasse, die aus der Veredelung von Haflingern entstanden ist. 

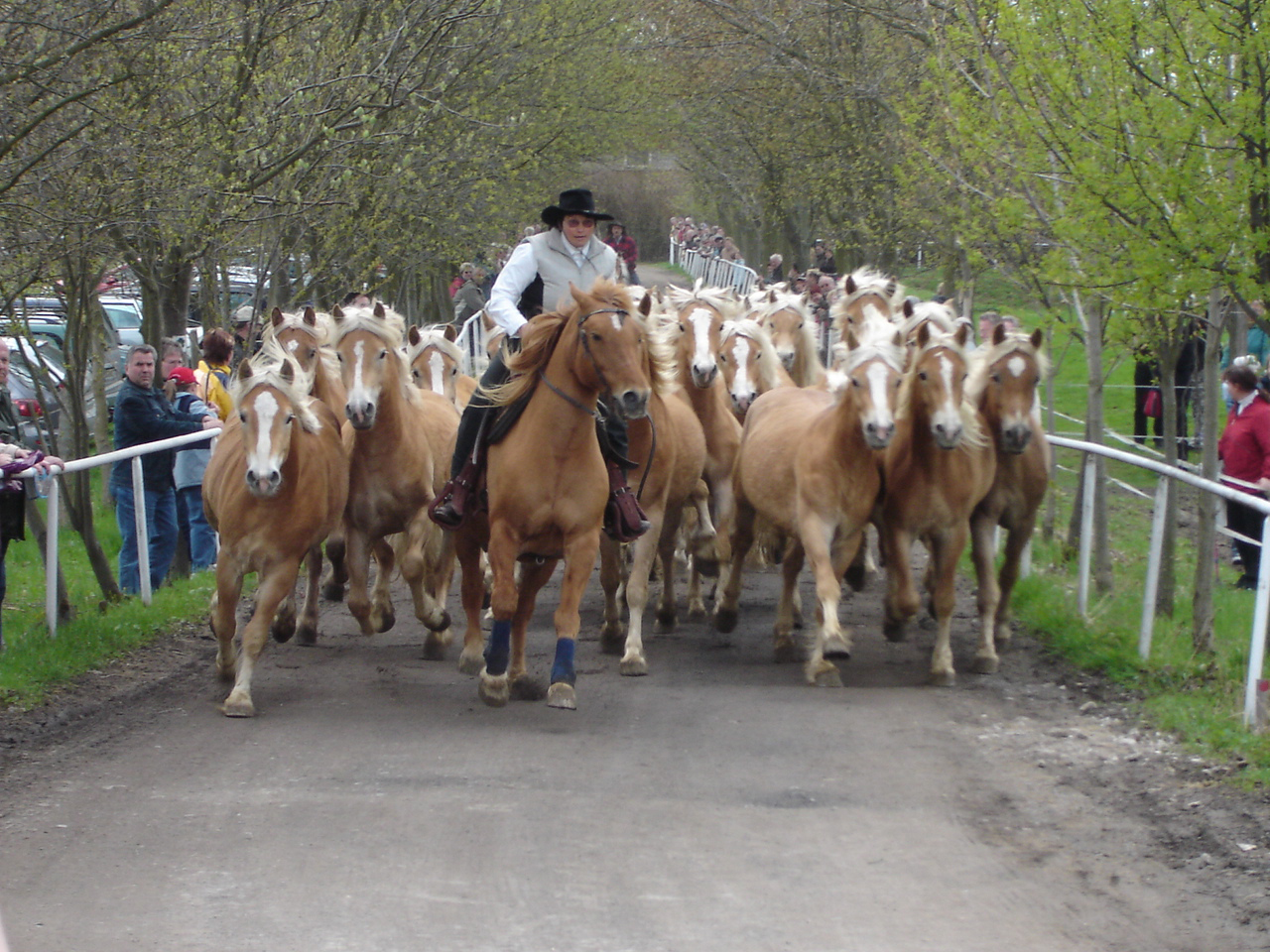
Edelbluthaflinger und Haflinger im Haflingergestüt Meura

Hintergrundinformationen zur Pferdebewertung und -zucht finden sich unter: Exterieur, Interieur und Pferdezucht.

## Züchterische Grundlagen
Reingezüchtete Haflinger haben bereits einen Anteil Araberblut (ox) in ihren Adern. Dieser Anteil wird regulär auf den Hengst „249 Folie“, einen Sohn des halborientalischen Hengstes „133 El Bedavi XXII“ und einer einheimischen Stute des Südtiroler Landschlags, zurückgeführt. Neben dieser Blutlinie vererbten weitere vom 19. Jahrhundert bis zum Ersten Weltkrieg im Sarntal aufgestellte Beschäler über Landstuten außer Kaltblut von Norikern auch Edelblut. In der Kavallerie der k. u. k. Monarchie Österreich-Ungarn waren insbesondere Shagya-Araber als Offizierspferde weit verbreitet. Die Edelbluteigenschaften können durch Veredelungszucht hervorgehoben werden. Der Edelblutanteil der Rasse Haflinger ist per Zuchtziel auf ein Minimum begrenzt.
Aus der Ankreuzung von Haflingerstuten und Araberhengsten entstehen Arabo-Haflinger, die in der Veredelungszucht eingesetzt werden können, um Nachkommen mit einem dosiert erhöhten Edelblutanteil hervorzubringen. Durch eine Zuchtbuchumstellung werden in Deutschland seit 2006 veredelte Haflinger mit mehr als 1,56 %, aber nicht mehr als 25 % Araberblutanteil als Edelbluthaflinger geführt.

## Exterieur

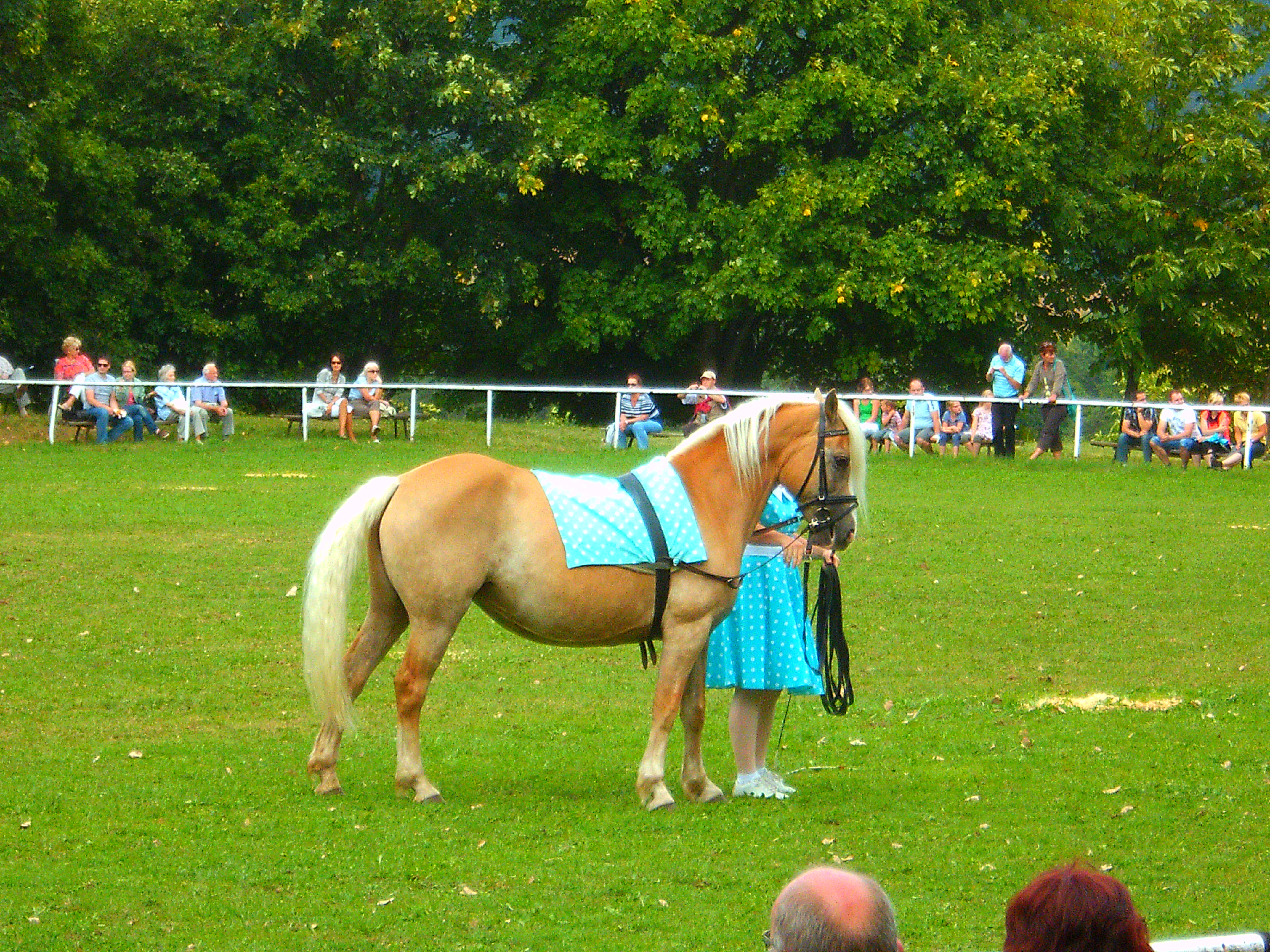
Edelbluthaflinger

Charakteristisch ist das harmonisch abgedrehte, angenehme und sportive Erscheinungsbild der Pferde, das insgesamt filigraner als das des Haflingers und ausgewogener als das des Arabo-Haflingers ist. 
Die Rasse Edelbluthaflinger orientiert sich am Aussehen des Haflingers. Die Edelbluthaflinger sind einheitlich ausschließlich Lichtfüchse mit hellem Langhaar und Schweif, weiße Abzeichen am Kopf sind zulässig, Abzeichen an den Beinen und graues Stichelhaar sind unerwünscht. Sie stehen im Typ eines vielseitigen sportlichen Kleinpferdes mit einem Stockmaß von 142 bis 152 cm. Ihren Körperbau kennzeichnen ausgewogene Proportionen im Langrechteckformat, eine gute Bemuskelung, ein gut ausgeprägter Widerrist, ein mittellanger, kräftiger Rücken, eine große, schräg gelagerte Schulter, ausreichende Brusttiefe und Brustbreite bei längsovaler Rippung und eine breite, gut bemuskelte und leicht abgezogene Kruppenpartie. Ihr Fundament soll trocken und korrekt sein, die Hufe hart und nicht zu flach. Der haflingertypisch etwas tief angesetzte, gut bemuskelte, mittellange Hals verjüngt sich harmonisch zum Kopf. Die leicht konkav profilierten Köpfe wirken edel mit kurzer, trockener und breiter Stirn, genügend weiten, leicht im Genick angesetzten Ganaschen, großen, klaren Augen, weiten Nüstern und den auffällig kleinen und beweglichen Ohren. Ihr Bewegungsablauf zeigt fleißige, taktmäßige, raumgreifende Gänge mit erkennbarer Schwebephase im Trab und Galopp, mit Schub aus deutlicher abfußender Hinterhand, frei aus der Schulter vorgreifender Vorderhand und locker schwingendem Rücken.

## Interieur
Der Edelbluthaflinger übernimmt vom Haflinger sowohl die Robustheit, Härte und Genügsamkeit als auch den für Saumpferde typischen starken Charakter, Vorsicht und Trittsicherheit und hat ein ausgeglicheneres Wesen als der Arabo-Haflinger. Edelbluthaflinger sind leistungsfähig, unkompliziert, nervenstark, einsatzfreudig, umgänglich, wach und intelligent und sollen für alle Reit- und Fahrsportdisziplinen, für Erwachsene wie für Kinder und Jugendliche geeignet sein.

## Zuchtgeschichte

Häufigster Eintragungsbrand: Zuchtbezirk Thüringen (heute durch Zuchtbuch II Haflinger der mitteldeutschen Zuchtverbände ersetzt)

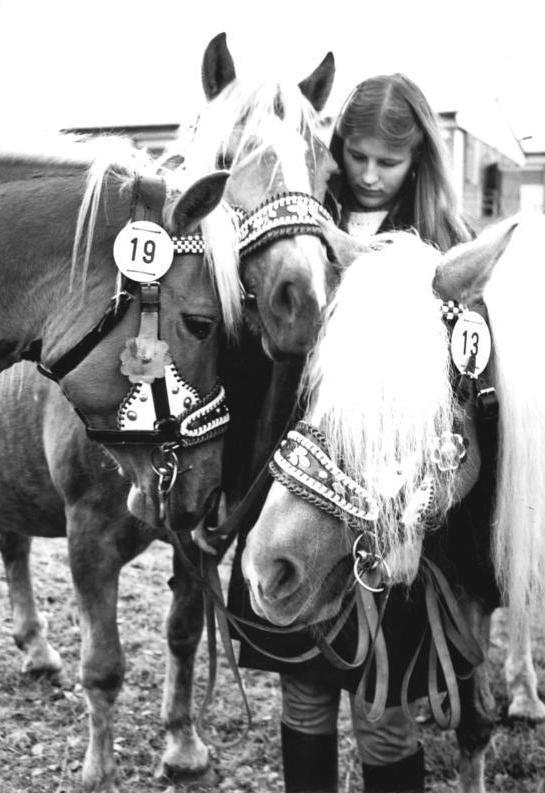
Haflinger in Meura 1986

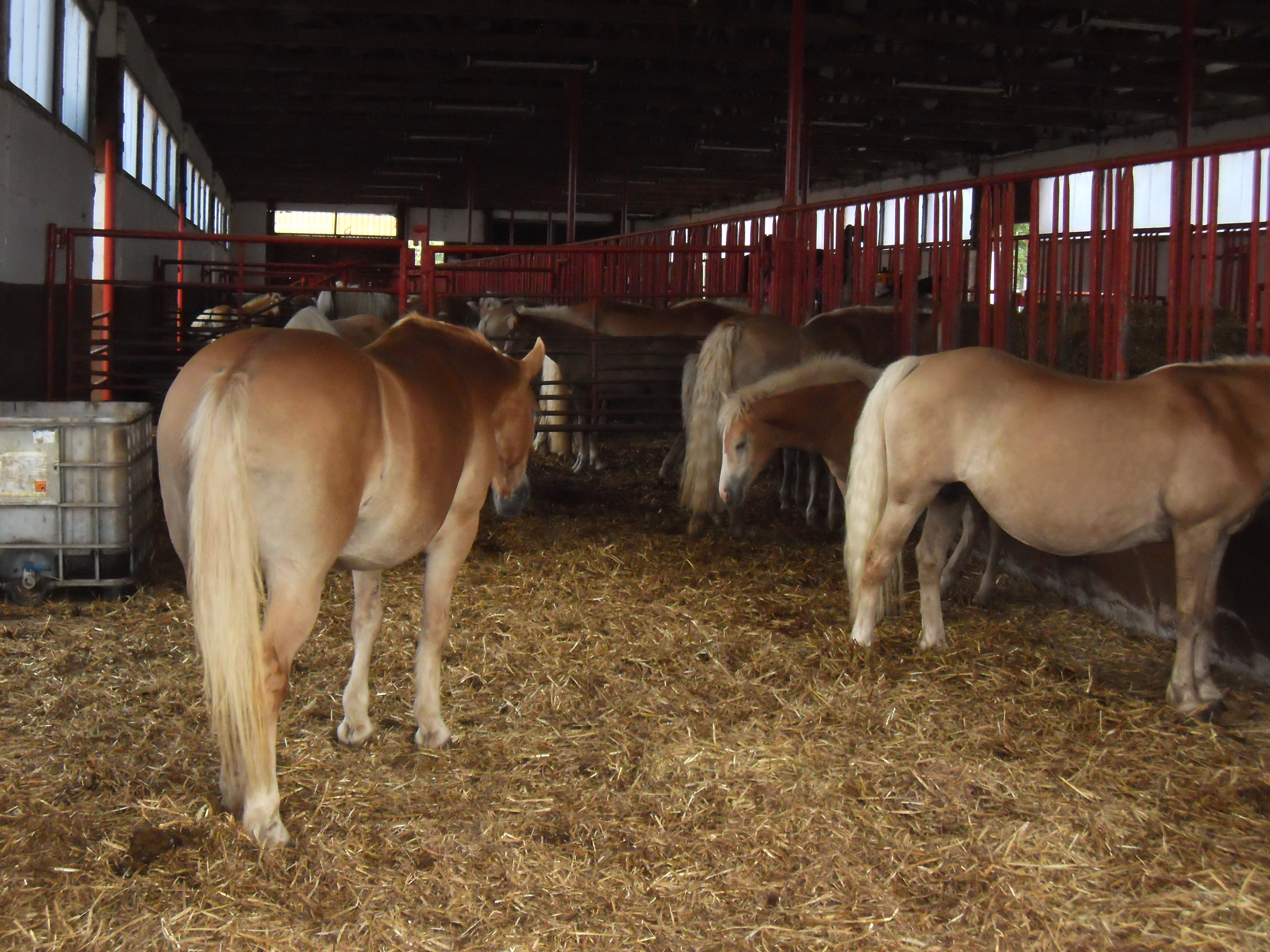
Edelbluthaflinger- und Haflingerstuten in Meura 2012

Die Entstehung der Rasse hat ihren Ausgangspunkt in der Veredelung schwerer Haflinger in den 1960er Jahren, die ursprünglich für landwirtschaftliche Zwecke in die DDR importiert worden waren. Diese Zucht ging 1956 bis 1962 aus einem Forschungsauftrag des Tierzuchtinstitutes der Friedrich-Schiller-Universität Jena (Prof. Dr. Hofmann, Prof. Dr. Schwark) hervor. Ziel dieses Forschungsauftrages war die Züchtung eines „bodenständigen Wirtschaftskleinpferdes“ unter den Bedingungen Thüringens und des Erzgebirges als Ergänzungskraft zu den vorerst vorrangig auf großen Flächen eingesetzten Landmaschinen. 1956 wurden als Basis für die Züchtung sieben Zuchtstuten, ein Stutfohlen sowie ein Zuchthengst aus Südtirol eingeführt. Die Tiere wurden im damaligen Lehr- und Versuchsgut der Universität in Jena-Zwätzen stationiert. In den folgenden Jahren wurden weitere 70 Stuten und drei Hengste erworben. 
Mit zunehmender Motorisierung der Landwirtschaft wurden die kleinen, gedrungenen Wirtschaftspferde nicht mehr benötigt. Die Zuchtarbeit konzentrierte sich stattdessen auf ein elegantes, großrahmiges und vielseitig verwendbares Kleinpferd mit besonderer Betonung der Reitpferdeigenschaften und der Eignung für den Freizeitbereich. Für die gezielte Veränderung des Types zum kleinen Sport- und Freizeitpferd wurde durch Einkreuzen von Vollblutarabern in einige besonderen Adel zeigende Stutlinien, hervorzuheben die E-, L-, N- und die besonders erfolgreiche U-Linie, der Anteil an Araberblut erhöht, was bei den traditionellen, auf Erhaltungszucht bedachten Zuchtverbänden der Pferderasse Haflinger auf Ablehnung stieß. Bis 1964 wurde die Haflingerzucht in verschiedene Landwirtschaftliche Produktionsgenossenschaften, u. a. nach Dornburg, Lichte und Oberpörlitz, verlagert. Aus der Abteilung Pferdezucht der LPG (T) Lichte-Oberweißbach entstand unter Leitung von Dr. Sendig 1969 das Haflingergestüt Meura, heute das weltweit größte Gestüt einer durchgezüchteten Herde von Stuten der Rassen Edelbluthaflinger (Zuchtbuch II) und Haflinger (Zuchtbuch I). 
In Bayern, und hier insbesondere in Oberbayern, wo aufgrund der ab 1928 aus Südtirol und in den 1930er Jahren auch aus Österreich eingeführten Haflinger eine breite, im Typ eines kleinen, relativ schweren Wirtschaftspferdes stehende Grundlage in mehreren privaten Zuchtbetrieben bestand, setzte Mitte der 1960er Jahre eine parallele Entwicklung ein. Um eine schnelle Reaktion auf die sich radikal in Richtung Freizeitgestaltung verändernde Marktsituation zu ermöglichen, entschied man sich auch hier unter Verantwortung von Dr. Skalla und Dr. Karnbaum, bis 1994 Leiter des Haupt- und Landgestütes Schwaiganger, das 1947 mit der Haflingerhengstaufzucht begonnen hatte, für die dosierte und kontrollierte Zufuhr der Veredlerrasse Arabisches Vollblut in Kombination mit sorgfältiger Selektion auf die geforderten Merkmale aus dem eigenen Bestand bzw. innerhalb der Rasse. Nach und nach begann in weiteren westdeutschen Zuchtverbänden, besonders im Saarland, aber auch in Baden-Württemberg und in Westfalen sowie etwas später in Hessen, in Holstein, in Niedersachsen und im Rheinland die Veredelungszucht. 
Die Zufuhr von Vollblut war Anfang der 1980er Jahre weitestgehend abgeschlossen. Zu dieser Zeit stellten die veredelten Haflinger einen Großteil der Siegerstuten, obwohl nur ein Zehntel der Zuchtbasis Veredlungsprodukte waren. Nachdem im November 1997 Italien als Ursprungsland der Pferderasse Haflinger durch die Europäische Union festgeschrieben wurde, konnte die Deutsche Reiterliche Vereinigung (FN) als Vertretung aller der FN angeschlossenen Züchtervereinigungen, die ein Zuchtbuch für Haflinger führen, die Differenzen mit den Haflinger-Zuchtverbänden, vertreten durch den Italienischen Nationalverband und den Südtiroler Haflinger Pferdezuchtverband, im August 2003 beilegen. Aufgrund dieser Einigung werden ab 2006 in der Zuchtverbandsordnung der FN eigenständige Zuchtbücher und Stutbücher der behördlich anerkannten Rasse Edelbluthaflinger geführt. Der ox-Anteil eines einzutragenden Pferdes ist über sechs Generationen zurückzuverfolgen und wird bei Zucht oder Verkauf mit den üblichen Daten des Tieres angegeben. Die Züchter haben sich in der Interessengemeinschaft Edelbluthaflinger e. V. zusammengeschlossen.
Heute wird der Edelbluthaflinger in allen Züchterverbänden Deutschlands, in der Schweiz und auch in Südtirol gezüchtet und ist ein beliebtes, in ganz Mitteleuropa verbreitetes Sport-, Reit-, Fahr- und Freizeitpferd. 2007 waren 50 Hengste, 2008 etwa 2.260 Zuchtstuten eingetragen. 
In Österreich wird kein vergleichbares Zucht- und Stutbuch der Rasse Edelbluthaflinger geführt. Pferde mit dem entsprechenden ox-Anteil können entweder im Vorbuch II des Zuchtbuches der Rasse Haflinger oder als Araber-Haflinger eingetragen werden, alternativ ist die Betreuung durch einen deutschen Zuchtverband laut EU-Recht möglich.